# Jacek Kulczycki
Jacek Kulczycki (ur. 13 września 1958 w Lublinie) – polski producent filmowy. Absolwent Wydziału Reżyserii PWSFTviT w Łodzi.

## Wybrana filmografia
jako producent filmów fabularnych:
- Trzeci (2004)
- Trzy minuty. 21:37 (2010)
- Piąte. Nie odchodź! (2014)
- Karol, który został świętym (2014)

jako koproducent filmów fabularnych:
- Wyjazd integracyjny (2011)
- 80 milionów (2011)
- Obława (2012)
- Być jak Kazimierz Deyna (2012)
- Big Love (2012)
- Ambassada (2013)
- Pani z przedszkola (2014)
- Fotograf (2014)
- Karbala (2015)

jako producent filmów dokumentalnych:
- Istnienie (2007)
- Endrju (2014)

## Nagrody
- 2007 - Nagroda Publiczności na Krakowskim Festiwalu Filmowym za film Istnienie
- 2008 - Nagroda Publiczności na Międzynarodowym Festiwalu Filmu Dokumentalnego "Vision de Reel" w Nyonie za film Istnienie
- 2008 - Nagroda Jury Ekumenicznego na Międzynarodowym Festiwalu Filmu Dokumentalnego "Vision de Reel" w Nyonie za film Istnienie
- 2008 - Grand Prix na Cinema Verite Festival w Teheranie w międzynarodowym konkursie pełnometrażowych filmów dokumentalnych za film Istnienie
- 2014 - Nagroda Specjalna Przewodniczącego Komitetu Organizacyjnego na Festiwalu Filmu Polskiego w Ameryce w Chicago za film Endrju
- 2015 - Srebrny Hugo na Międzynarodowym Festiwalu Filmowym w Chicago w kategorii dokument historyczno-biograficzny za film Endrju[1]